# 克罗德蒙特韦尔
克罗德蒙特韦尔（法語：Cros-de-Montvert）是法国康塔尔省的一个市镇，属于歐里亞克區（Aurillac）拉罗屈埃布鲁县（Laroquebrou）。该市镇总面积29.28平方公里，2009年时的人口为194人。

## 人口
克罗德蒙特韦尔人口变化图示
| 数据来源：INSEE |